# Іоаким (Сапіга)
Іоаким I (д/н —1536) — церковний діяч часів Великого князівства Литовського.

## Життєпис
Походив зі шляхетського білоруського роду Сапіг. Ім'я батько достеменно невідомо. Обрав для себе духовну кар'єру. 1531 року обирається ігуменом Видубицького монастиря. Звертався до київського митрополита Йосифа III Русина щодо передачи Гнилецького монастиря в с. Лісники (околиця Києва).
За часів Іоакима Видубицький монастир набув значної підтримки влади, чому ймовірно сприяла належність ігумена до знатного роду. Насамперед була відбудована дерев'яна трапезна з храмом, що вказує на матеріальні можливості обителі.
У 1536 році викупив в Геннадія, архімандрита Києво-Печерського монастиря за 150 коп литовських грошей. Посаду ігумена передав Євфрему (Кошелю). Польський король і великий князь литовський Сигізмунд I Старий 10 лютого того ж року на клопотання великого канцлера литовського Альбрехта Гаштольда затвердив за Іоакимом настоятельство. Втім в тому ж році архімандрит Іоаким помер. Новим настоятелем монастиря став Протасій II.